# Hussein ha detto di no
Hussein ha detto di no (persano: رستاخیز‎) Conosciuto come Risurrezione (Rastākhiz) è un film del 2014 diretto da Ahmad Reza Darvish.

## Riconoscimenti
- Otto premi Fajr International Film Festival